# プラット・インスティテュート
プラット・インスティテュート（Pratt Institute）は、アメリカ合衆国ニューヨーク州ブルックリンのクリントンヒルに位置する私立の非宗教系・非営利高等教育機関である。サテライトキャンパスがマンハッタンの14丁目にある。1887年に、工学、建築、ファインアートの学科とともに設立された。5つのスクールの中でも、特に建築、インテリアデザイン、インダストリアルデザイン学科がランキング上位に位置することで知られ、近年はデザイン思考を適用し、芸術工学・空間デザイン・デジタルアートにも力を入れている。学士課程・修士課程の多様な専攻を学ぶことができ、カリキュラムでは研究に重きをおいている。
『U.S. News & World Report』紙はプラットを地域大学北部カテゴリーでトップ20大学の一校に数えている。『Princeton Review』紙はプラットを北東部のベスト大学の一校として評価しており、アメリカ合衆国内の全ての四年制大学の中で上位25％に入る大学とされている。
『QR World University Ranking』Art & Designでプラット・インスティテュートは世界6位（全米の芸術・美術系専門大学でTOP5）の評価を得ている。

## 沿革

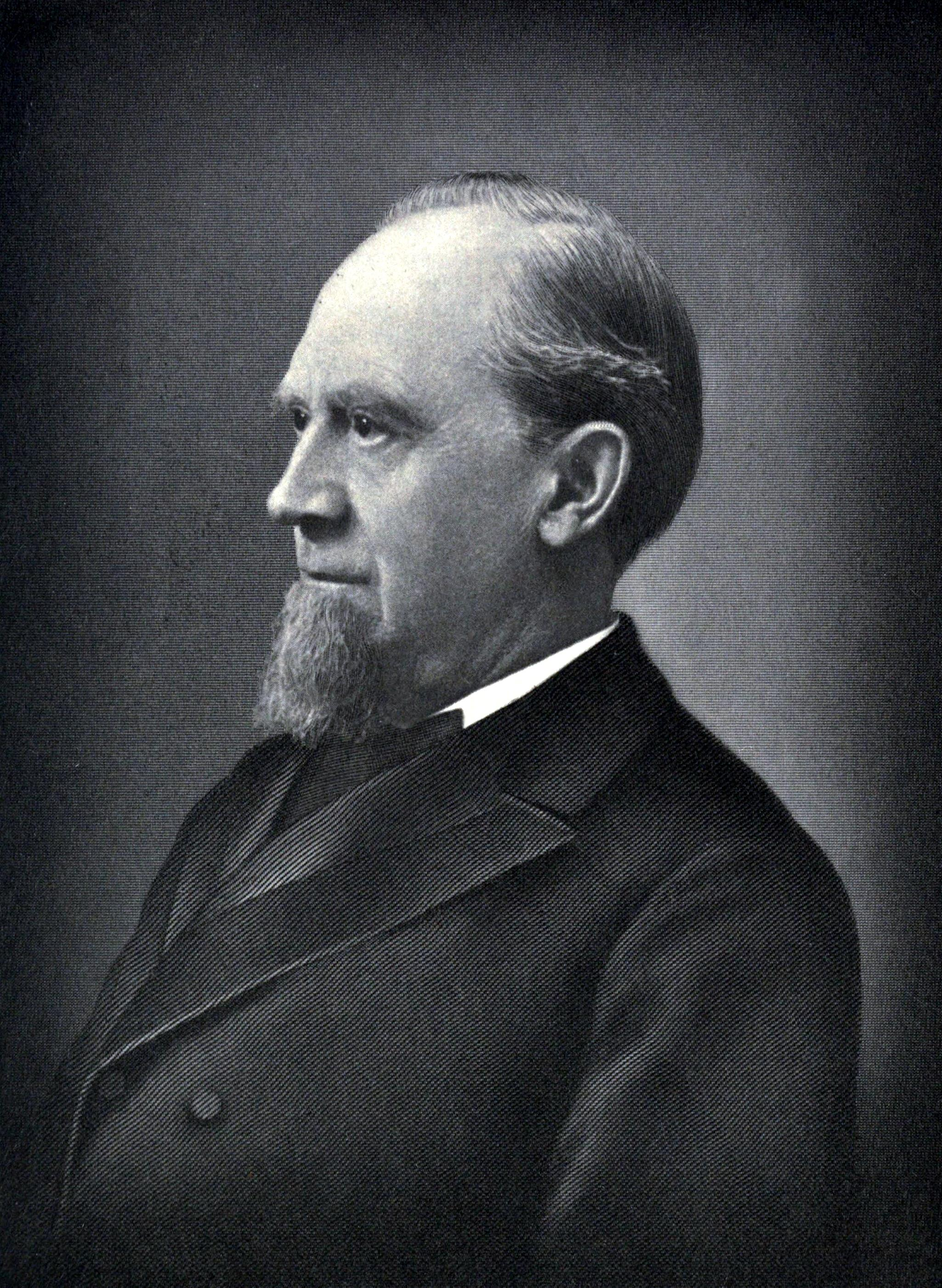
設立者チャールズ・プラット

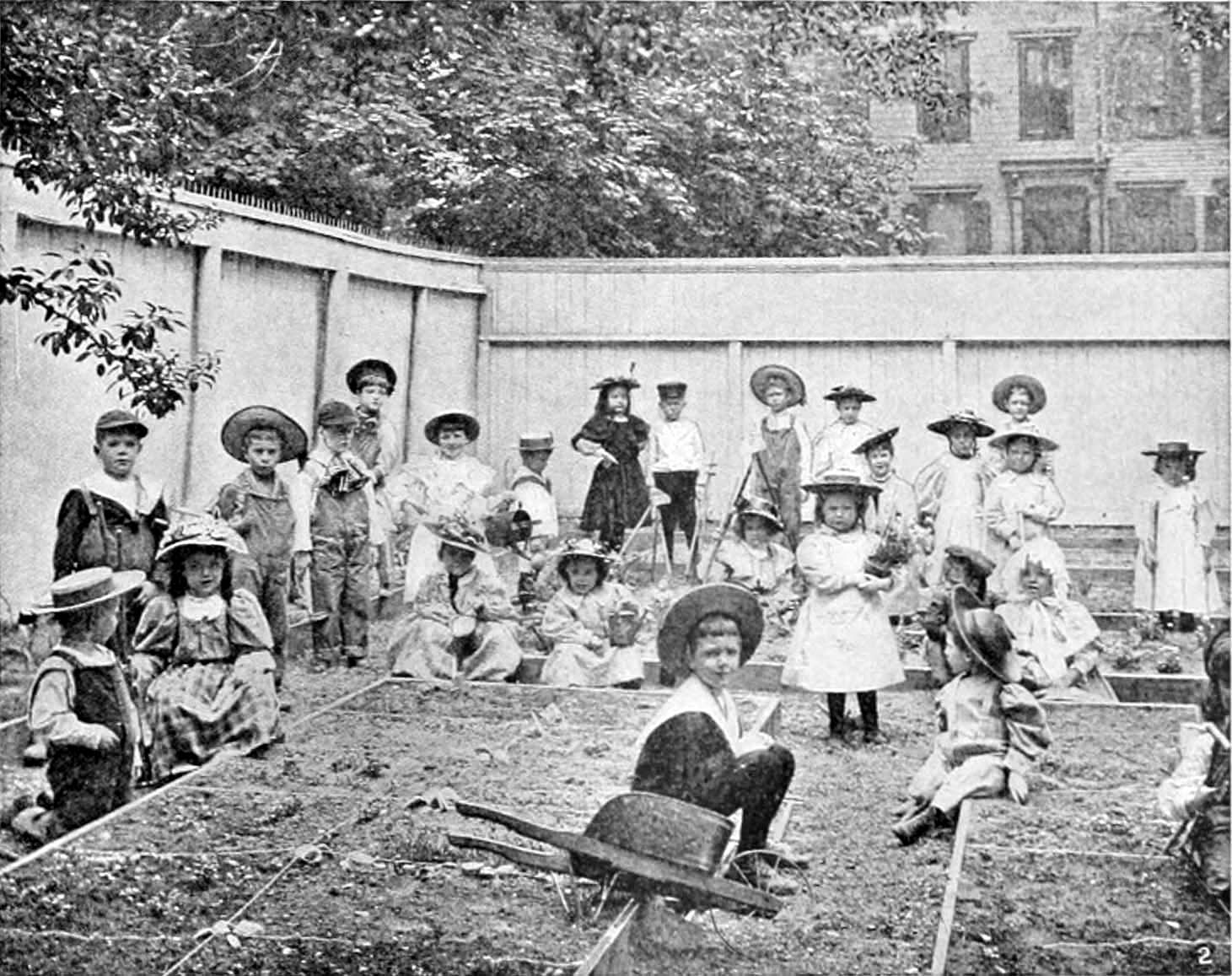
プラット・インスティテュート幼稚園（1905年）

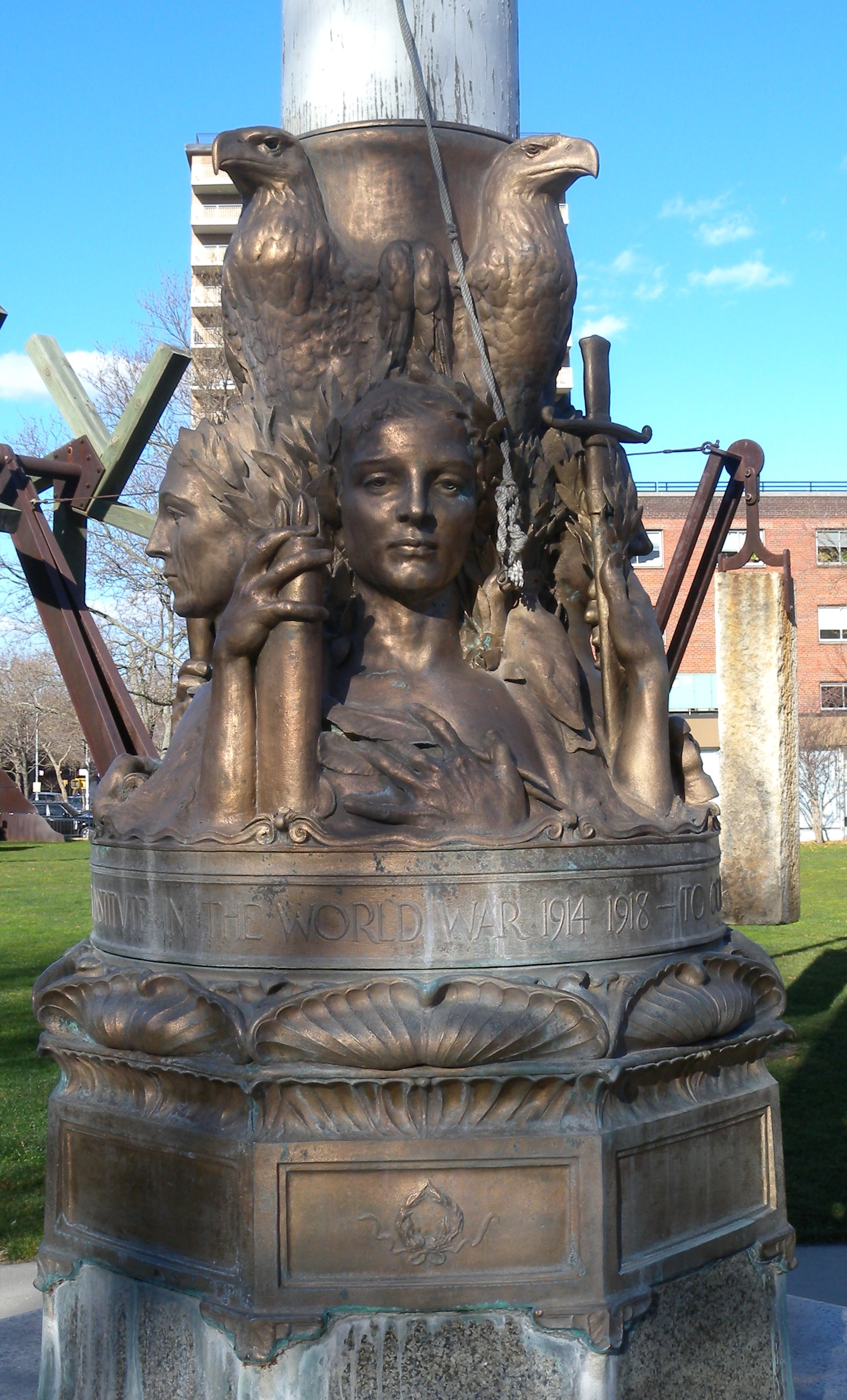
第一次世界大戦記念碑、ローズ・ガーデン

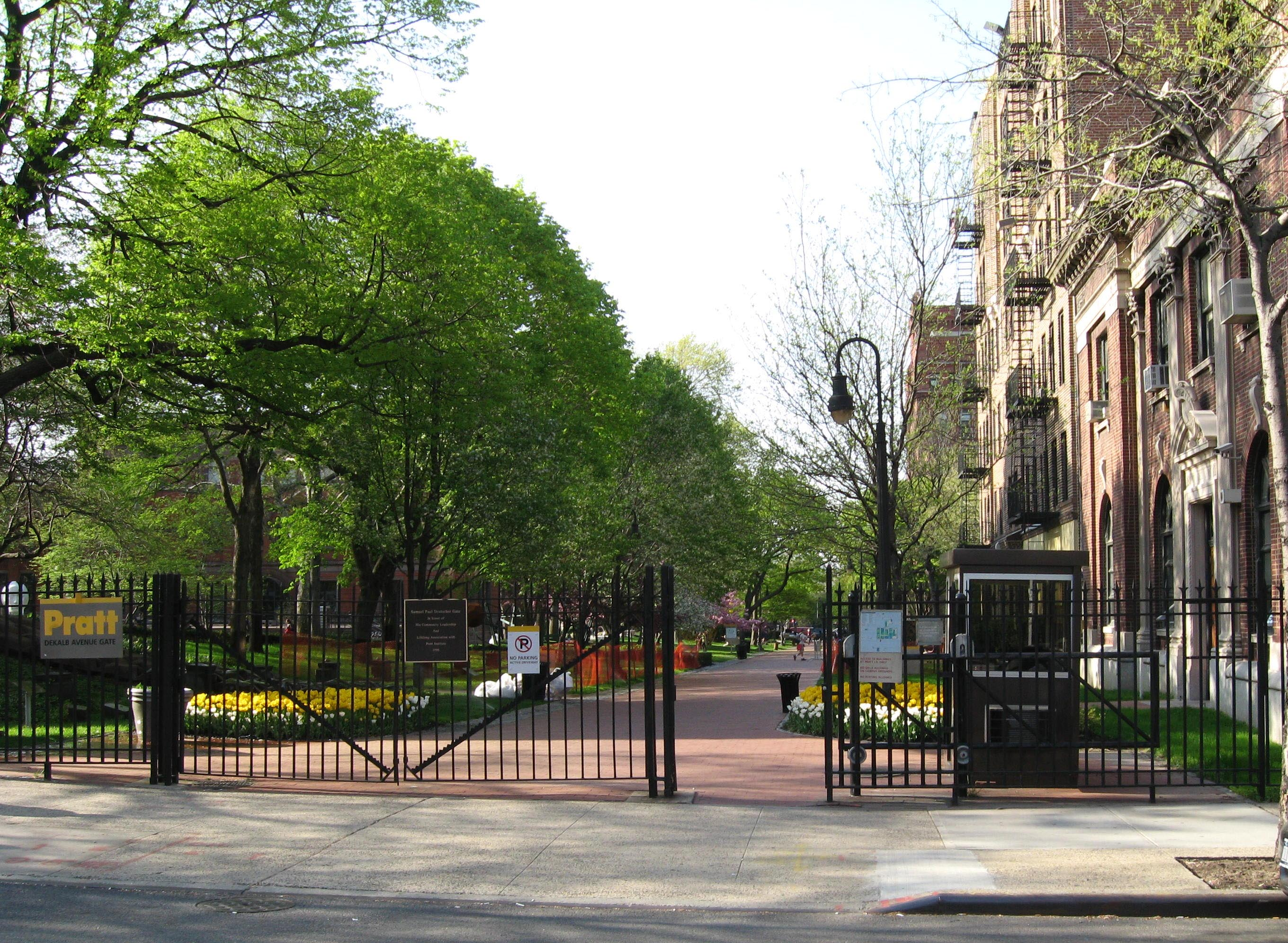
デカルブ・アヴェニュー・ゲート

- 1887年：資本家のチャールズ・プラットによりプラット・インスティテュートが設立される。
- 1888年：設立者のプラットが校訓「be true to your work and your work will be true to you.（仕事に忠実であれ、さすれば仕事はあなたに忠実であるだろう。）」を制定する。
- 1896年：ヴィクトリアン＝ルネサンス・リバイバル図書館が開かれる。
- 1914年：アメリカ合衆国政府に協力し、戦争の支援を行う[11]。
- 1938年：理学士の学位授与が始まる[12]。
- 1940年：大学院修了資格の授与が始まる。
- 1940年代：第二次世界大戦の支援を行う。
- 1948年：学生数が6,000人に達する[13]。
- 1954年：建築学科が工学スクールから分離独立する。
- 1970～1980年代：ニューヨーク市ブルックリンの治安悪化のため、入学者数が落ち込み、財政状況が悪化する。
- 1993年：財政状況改善のため、工学スクールを閉校する （在学生はニューヨーク大学ポリテクニック・インスティテュートに転校し、専任教員は建築スクールとリベラルアーツ・科学スクールの科学・数学科に異動した[14]）。
- 1999年：プラット・インスティテュート彫刻公園が開かれる。
- 1990年代：入学者数が25％増加する（3,000人［1990年］→4,000人［2000年］）。

### 歴代学長
1. チャールズ・プラット(1830–1891), 任期：1887-1891
2. チャールズ・ミラード・プラット（英語版） (1855–1935), 任期：1891–1893
3. フレデリック・B・プラット（英語版） (1865–1945), 任期：1893–1937
4. チャールズ・プラット (1892–?), 任期：1937–1953
5. フランシス・H・ホーン, 任期：1953–1957
6. ロバート・フィッシャー・オクスナム (1915–1974), 任期：1957–1960
7. ジェームス・ドノバン (1916–1970), 任期：1968–1970
8. ヘンリー・ザルツマン, 任期：1970-1972
9. リチャードソン・プラット・ジュニア (1923–2001) (チャールズ・ミラード・プラットの孫、チャールズ・プラットのひ孫), 任期：1972–1990
10. ウォーレン・F・イルクマン (1933–), 任期：1990–1993
11. トーマス・F・シュッテ (1936–), 任期：1993–現在

## 学科構成

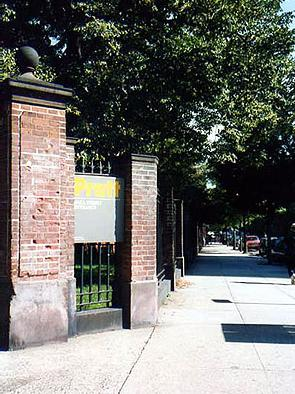
ホールストリートの歩行者入り口

- 建築スクール（School of Architecture）
  - 学部建築学科（Department of Undergraduate Architecture）
  - 大学院建築学科（Department of Graduate Architecture）
  - 建設マネジメント学科（Department of Construction Management）
  - 施設マネジメント学科（Department of Facilities Management）
  - 大学院建築・都市デザイン学科（Department of Graduate Architecture and Urban Design）
  - 大学院計画・環境センター（Graduate Center for Planning and the Environment）
- 美術・デザインスクール（School of Art and Design）
  - 基礎美術学科（Department of Foundation Art）
  - 美術・デザイン教育学科（Department of Art and Design Education）
  - 芸術療法学科（Department of Creative Arts Therapy）
  - 芸術・文化マネジメント学科（Department of Arts and Cultural Management）
  - コミュニケーションデザイン学科（Department of Communications Design）
  - 大学院コミュニケーション・パッケージングデザイン学科（Department of Graduate Communications/Packaging Design）
  - デジタルアーツ学科（Department of Digital Arts）
  - デザインマネジメント学科（Department of Design Management）
  - ファッションデザイン学科（Department of Fashion Design）
  - 映像学科（Department of Film and Video）
  - ファインアート学科（Department of Fine Arts）
  - 美術・デザイン史学科（Department of the History of Art and Design）
  - インダストリアルデザイン学科（Department of Industrial Design）
  - インテリアデザイン学科（Department of Interior Design）
  - メディア芸術学科（Department of Media Arts）
  - アソシエイト・ディグリー課程（Associate Degree Programs）
- リベラルアーツ・科学スクール（School of Liberal Arts and Sciences）
  - 英語・人文学科（Department of English and Humanities）
  - 批評・視覚学科（Critical and Visual Studies）
  - 集中英語プログラム（Intensive English Program）
  - 数学・科学科（Department of Math and Science）
  - 社会科学・文化学科（Department of Social Science and Cultural Studies）
  - 執筆プログラム（Writing Program）
- 情報スクール（School of Information） (プラットには政府の認可を受けたアメリカ合衆国内で最古の図書館情報学プログラムがある。)
- 継続教育・専門研究センター（Center for Continuing Education and Professional Studies）

## 日本の学生交流校
- 武蔵野美術大学
- 多摩美術大学
- 慶應義塾大学
- 大阪工業大学

## 著名な教員
- ジョセフ・バーベラ, アニメーター、短編アニメーションシリーズ『トムとジェリー』の作家の一人
- フリッツ・アイヘンバーグ（英語版）, 版画家
- カーラ・ガニス（英語版）, アーティスト
- フィリップ・ガストン（英語版）, 画家
- エリック・ゴールドバーグ（英語版）, 映像監督、アニメーター
- ジョシュ・コウリー（英語版）, 映像作家
- トーマス・ラニガン＝シュミット（英語版）, 画家
- ジェイコブ・ローレンス（英語版）, 画家
- ジョナサン・ベラー（英語版）, 映像理論家
- マヌエル・デランダ (連携教員), 哲学者、アーティスト
- エヴァ・ザイゼル, 陶器アーティスト・デザイナー
- マシュー・シャープ（英語版）, 作家
- カレン・バウスマン（英語版）, 建築家
- ヨナス・コースマイヤー（英語版）, 建築家
- ナセル・シャリフィ（英語版）, 国際ライブラリアンシップの父
- シビル・モホリ＝ナギ（英語版）, 建築家、美術史家
- フィリップ・ジョンソン, 建築家

## 著名な出身者

### 科学・技術・工学
- ロイド・エスペンシード
- ジョシュア・デイヴィス（英語版）
- ウィリアム・E・ギャリティ
- ドナルド・A・ホール（英語版）
- アーヴィング・ラングミュア
- ジョン・M・パース（英語版）
- デイヴィッド・サーノフ

### 建築
- ガイ・ボルストン（英語版）
- アルフレッド・モシャー・バッツ（英語版）
- リチャード・フォスター（英語版）
- ヘンリー・ホハウザー（英語版）
- マルコム・ホルツマン（英語版）
- フェイ・ケロッグ（英語版）
- エドワード・マズリア（英語版）
- アラン・ムルフカ（英語版）
- ジョージ・ラナリ（英語版）
- ウォレス・レイフィールド（英語版）
- モット・B・シュミット（英語版）
- アナベル・セルドーフ（英語版）
- ピーター・L・シェルトン（英語版）
- ロバート・シーゲル（英語版）
- ウィリアム・ヴァン・アレン（英語版）
- ロレンゾ・スノウ・ヤング（英語版）
- ピーター・ズントー

### 政府・政治・社会
弁護士
- リンネ・スチュワート（英語版）

国会議員・役人・政治家
- ジョセフ・アムノウォード（英語版）
- ウィリアム・D・バイロン（英語版）
- ジョージ・リンカーン・ロックウェル

宗教家
- チャールズ・E・ポント（英語版）
- ウィリアム・ハワード・フープル（英語版）

学者
- アーヴィン・レイ・マトゥス（英語版）

司書
- メアリー・エリザベス・ウッド（英語版）

### エンターテイメント・通信
音楽家
- スザンヌ・フィオル（英語版）
- ジョン・フランスバーグ（英語版）
- キム・シフィノ（英語版）
- ロブ・ゾンビ
- ジェームズ・リームス（英語版）
- リンドセイ・ウェイ（英語版）

役者
- ハーヴェイ・ファイアスタイン
- テレンス・ハワード
- マーティン・ランドー
- ジェフ・モロー
- ロバート・レッドフォード

映画監督・映像作家
- ショーン・クリステンセン（英語版）
- ボブ・ジラルディ（英語版）
- エリック・ゴールドバーグ（英語版）
- ハウリー・プラット（英語版）
- グレン・フィカーラ
- ジョン・レクア（英語版）
- ロバート・ウィルソン

作家・脚本家
- グウェンドリン・B・ベネット（英語版）
- マーク・マシュー・ブラウンスタイン（英語版）
- リッチ・バール―（英語版）
- ダニエル・クロウズ
- ブライアン・コリアー（英語版）
- サラ・ルイス・デラニー（英語版）
- トミー・デパオラ（英語版）
- グレン・フィカーラ
- ノートン・ジャスター（英語版）
- アーノルド・ローベル
- マーカス・マクローリン（英語版）
- ローラ・ヌメロフ（英語版）
- ジョン・ピーターソン（英語版）
- マシュー・ラインハート（英語版）
- ジョン・レクア（英語版）
- マイケル・ローゼン（英語版）
- エリオット・ティバー（英語版）
- ダンテ・トマセリ（英語版）

通信
- ジョージ・ロイス（英語版）
- アール・メイアン（英語版）
- ポール・ランド
- ロバート・リガー（英語版）
- ルイス・シルバースタイン（英語版）

### 美術・デザイン
インダストリアルデザイン
- ウィリアム・ボイヤー（英語版）
- トッド・ブラッチャー（英語版）
- プレス・ブルニング（英語版）
- ジェイソン・フリーニー（英語版）
- ドナルド・ジェナーロ（英語版）
- ペレ・ピーターソン（英語版）
- チャールズ・ポロック（英語版）

ファッションデザイン
- ジェフリー・バンクス（英語版）
- ベン・デ・リシ（英語版）
- ベッツィ・ジョンソン（英語版）
- ヴェラ・マクスウェル（英語版）
- ノーマン・ノレル（英語版）
- ジェレミー・スコット（英語版）

イラストレーション
- マーシャル・アリスマン（英語版）
- C・C・ビール（英語版）
- ダニエル・クロウズ
- ジャッキー・モーガン（英語版）
- カディール・ネルソン（英語版）
- ロベルト・パラダ（英語版）
- ロバート・サブダ（英語版）
- パメラ・コールマン・スミス
- レオナード・スター（英語版）
- サム・シュワルツ（英語版）

ファインアート
- フィロメナ・マラノ（英語版）
- セルジオ・ロゼッティ・モロジニ（英語版）
- デニス・ピーターソン（英語版）
- ランス・ワイマン（英語版）
- テリー・ウィンタース（英語版）
- ウィリアム・T・ウィリアムズ（英語版）
- ケント・ウィリアムズ（英語版）
- マックス・ウェーバー (画家)（英語版）
- フランク・ベルリッゾ（英語版）
- ボアズ・バーディア（英語版）
- マリオ・ロビンソン（英語版）
- ミカリーン・トーマス（英語版）
- スーザン・ルイズ・シャッター（英語版）
- ジョセフ・スザボ（英語版）
- Swoon（英語版）
- サーマン・スタトム（英語版）
- 袖岡由英（英語版）
- デヴィッド・シルヴァーマン
- ジャン・シン（英語版）
- ロブ・シェリダン（英語版）
- ナット・マイヤー・シャピロ（英語版）
- ジェニー・スコベル（英語版）
- ジョアン・センメル（英語版）
- ステファン・サグマイスター
- スーザン・L・タルボット（英語版）
- ウィリー・ボー・リチャードソン（英語版）
- エドナ・レインデル（英語版）
- デイヴィッド・ラトクリフ（英語版）
- ロクシー・ペイン（英語版）
- エイブラハム・ネイサンソン（英語版）
- マーティン・ノデル（英語版）
- モート・メスキン（英語版）
- ウェンディ・マクマード（英語版）
- ピーター・マックス
- ソラヤ・マルカノ（英語版）
- ロバート・メイプルソープ
- リリ・ラキック（英語版）
- カーミット・ラブ（英語版）
- ジャック・カービー
- エルズワース・ケリー
- サマンサ・カッツ（英語版）
- ビル・グリフィス（英語版）
- フェリックス・ゴンザレス＝トレス
- ジュールズ・ファイファー（英語版）
- ガス・エドソン（英語版）
- ルイス・デルサート（英語版）
- ロジャー・クック（英語版）
- バーナード・チャン（英語版）
- ポール・カル（英語版）
- エメリー・ボップ（英語版）
- ウィラード・ボンド（英語版）
- デイヴ・バーグ（英語版）
- ジョセフ・バーベラ
- ケン・ボールド（英語版）
- デイヴィッド・アスカロン（英語版）
- マイク・ロイ（英語版）
- ハディーフ・シャフィ（英語版）

### スポーツ
- サラ・シュキーパー（英語版）